# Сан-Андрес (Беліз)
Сан-Андрес (англ. San Andres) — поселення на півночі Белізу, в однойменному окрузі Коросаль поруч з адміністративним центром краю.

## Розташування
Сан Андрес знаходиться зовсім поруч узбережжя Карибського моря і його затоки-бухти Четумаль, зокрема бухти Коросаль. Місцевість навколо Сан Андреса рівнинна, помережена невеличкими річками та болотяними озерцями, найбільша водна артерія протікає в кількох кілометрах на північ — Ріо-Ондо (Río Hondo).

## Населення
Населення за даними на 2010 рік становить 1049 осіб. З етнічної точки зору, населення — це суміш, метиси, креоли та майя.
| Рік       | 2000        | 2010 |
| --------- | ----------- | ---- |
| Населення | 740 !! 1049 |      |

## Клімат
Сан-Андрес знаходиться у зоні тропічного мусонного клімату. Середньорічна температура становить +24 °C. Найспекотніший місяць квітень, коли середня температура становить +26 °C. Найхолодніший місяць січень, з середньою температурою +21 °С. Середньорічна кількість опадів становить 3261 міліметрів. Найбільше опадів випадає у жовтні, в середньому 404 мм опадів, самий сухий квітень, з 46 мм опадів.